# Juan Calzadilla
Juan Calzadilla (Altagracia de Orituco, 16 de maio de  1930 — Caracas, 15 de junho de 2025) prolífico poeta, pintor e crítico de arte venezuelano. 
Estudou na Universidade Central de Venezuela e no Instituto Pedagógico Nacional. Foi cofundador do grupo El techo de la ballena (1961) e da revista Imagen (l984).

## Obra
- Dictado por la jauría (1962)
- Malos modales (1968)
- Oh smog (1978)
- Antología paralela (1988)
- Minimales (1993)
- Principios de Urbanidad (1997)
- Corpolario (1998)
- Diario sin sujeto (1999)
- Aforemas (2004)

## Prêmios
Premio Nacional de Artes Plásticas de Venezuela, 1997

## Links
- El poder de la palabra
- Poemas

1. ↑  Nacional, El (16 de junho de 2025). «Murió el poeta y pintor Juan Calzadilla». EL NACIONAL (em espanhol). Consultado em 16 de junho de 2025